# Marian Winters
Marian Winters (New York, 19 aprile 1920 – New York, 3 novembre 1978) è stata un'attrice statunitense attiva in campo teatrale e televisivo.
È nota soprattutto per aver interpretato Natalia Landauer nell'adattamento teatrale di Addio a Berlino di Christopher Isherwood, andato in scena a Broadway con il titolo di I Am a Camera nel 1951; per la sua interpretazione vinse il Tony Award alla miglior attrice non protagonista in uno spettacolo.

## Filmografia

### Televisione
- Robert Montgomery Presents – serie TV, 1 episodio (1955)
- Goodyear Television Playhouse – serie TV, 1 episodio (1956)
- La parola alla difesa (The Defenders) – serie TV, 1 episodio (1962)
- The Nurses – serie TV, episodio 1x23 (1963)
- Hawk l'indiano (Hawk) – serie TV, episodio 1x05 (1966)